# Chapelle Saint-Anthelme de Chignin
La chapelle Saint-Anthelme de Chignin est une chapelle située en France à Chignin, dans le département de la Savoie en région Auvergne-Rhône-Alpes.

## Histoire
Construite sur le lieu de la naissance de Saint Anthelme en 1107, cette chapelle a été construite par les Chartreux sur les ruines d'un château, c'est d'ailleurs sur ces fondations du XIIIe siècle que s'est élevée la tour carrée de l'édifice actuel.
C'est à la suite de nombreux projets, que s'impose Pierre Bossan dont la réputation est immense, c'est lui l'architecte de la basilique  Notre-Dame de Fourvière, il est intéressant de noter qu'un de ses petits frères s'appelait Anthelme, mais est décédé en 1849 à 29 ans. Cependant trop pris par Notre-Dame de Fourvière, il délègue le suivi de chantier et probablement une partie des plans à son élève Joannis Rey. Les travaux débutent en 1873 pour s'achever en 1876.

## Style développé

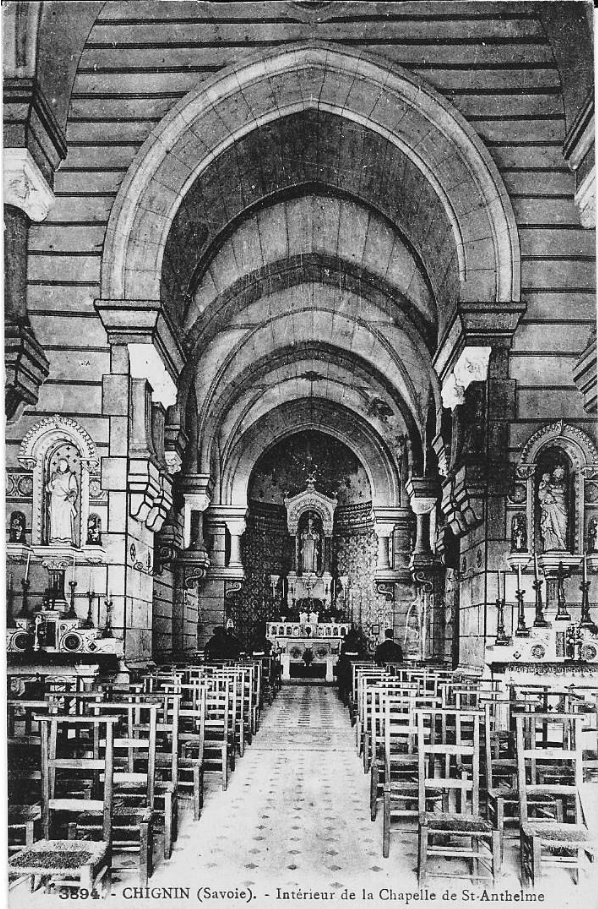
Intérieur de la chapelle Saint-Anthelme de Chignin

Fidèle à son style, Pierre Bossan développe ici un langage très éclectique avec des références romanes marquées avec ce choix fort de conserver la tour de l'ancien château. À l'intérieur, le style est typique de l'architecte avec des colonnes en encorbellement comme à la chapelle Saint-Thomas-d'Aquin ou à l'église Notre-Dame-du-Rosaire de Marseille.

## Restauration
La chapelle, en très mauvais état, a fait l'objet de restauration en deux tranches à la suite de sa sélection au Loto du patrimoine, une première de 2019-2020 pour l’extérieur et de 2022 à 2024 pour l’intérieur.